# Тхайбінь (провінція)
Тхайбінь (в'єт. Thái Bình) — провінція на півночі В'єтнаму, розташована на березі Південнокитайського моря, у дельті річки Хонгха. Названа за в'єтнамською назвою Тихого океану: Thái Bình Dương. Розташована за 18 км від Намдінь, за 70 км від Хайфона і 110 км від Ханоя. Площа становить 1567 км², населення за даними перепису 2009 року — 1 781 842 жителі, серед них 1 779 506 (99,87 %) — етнічні в'єтнамці. Щільність населення становить 1136,54 особи/км².

## Адміністративний поділ
В адміністративному плані поділяється на одне місто (Тхайбінь) і 7 повітів:
- Донгхинг (Ðông Hưng)
- Хингха (Hưng Hà)
- Кьєнсионг (Kiến Xương)
- Куїньфу (Quỳnh Phụ)
- Тхайтхюї (Thái Thụy)
- Тьєнхай (Tiền Hải)
- Вутху (Vũ Thư)